# Orazio Zambelletti
Orazio Zambelletti (* 1973 in Beckum) ist ein deutscher Regisseur und Schauspieler italienischer Herkunft.

## Biografie
Orazio Zambelletti absolvierte von 1994 bis 1998 sein Studium an der Hochschule für Musik und Theater Hamburg unter den Professoren Pjotr Olev, Jutta Hoffmann, Monika Bleibtreu und Elisabeth Schwarz. Schon während seiner Schauspielausbildung spielte er auf den Bühnen des Schauspielhauses Hamburg und Thalia Theaters unter den Regisseuren Jürgen Gosch und Johann Kresnik. Es folgten Engagements in Wien und Bochum. Seit 1998 ist er auch vor der Kamera für Film- und Fernseharbeiten aktiv. Seit 2001 arbeitet er als Regisseur, bisher in Hamburg, Tübingen, Bochum, Heidelberg, Bielefeld, Göttingen. Zambelletti lebt in Hamburg.

## Theater-Engagements (Auswahl)
- Schauspielhaus Bochum (2003–2004)
- Kampnagel Hamburg (1997–2000)
- Volkstheater Wien (1999)
- Wiener Festwochen (2000)
- Schauspielhaus Hamburg (1996)
- Thalia Theater Hamburg (1995)

## Film und Fernsehen (Auswahl)
- 1998: Einsatz Hamburg Süd (Reihe), Episodenhauptrolle, Regie: Ilse Hofmann
- 1999: Die Schule am See (Reihe), Hauptrolle, Regie: Michael Knopf
- 1999: Ein Fall für Zwei, Regie: Arend Agthe
- 1999: Großstadtrevier, Regie: Wolfgang Münstermann
- 2000: Der Fahnder (Reihe), Episodenhauptrolle, Regie: Michael Zens
- 2000: Kommt alles anders (Spielfilm), Hauptrolle, Regie: Christof Steinau
- 2001: Love F/X (Kurzspielfilm), Regie: Christoph Steinau
- 2002: Sophiiiie! (Kinospielfilm), Regie: Michael Hofmann
- 2003: Großstadtrevier (Reihe), Episodenhauptrolle, Regie: Miko Zeuschner
- 2004: Tatort – Bienzle und der Sizilianer (Reihe), Regie: Hartmut Griesmayr
- 2006: SOKO 5113: Stille Nacht (Reihe), Michael Wenning
- 2007/2008: Wege zum Glück (Reihe), Regie: diverse
- 2010: Türken-Sam (Reportage), Rolle: Hauptrolle, Regie: Christina Pohl
- 2011: Die Pfefferkörner (Reihe), durchgehende Rolle, Regie: Klaus Wirbitzky
- 2011: Tatort – Die Ballade von Cenk und Valerie (Reihe), Regie: Matthias Glasner
- 2012: Die Pfefferkörner (Reihe), durchgehende Rolle, Regie: Andrea Katzenberger, Klaus Wirbitzky
- 2012: Notruf Hafenkante: Abgetaucht (Reihe), Regie: Thomas Jauch
- 2012: Sommer in Rom (Spielfilm), Rolle: Coppola, Regie: Stephan Meyer
- 2013: Die Pfefferkörner (Reihe), durchgehende Rolle, Regie: Andrea Katzenberger, Klaus Wirbitzky
- 2014: Die Pfefferkörner (Reihe), durchgehende Rolle, Regie: Klaus Wirbitzky

## Arbeiten als Regisseur (Auswahl)
- 2010: Mein Teppich ist mein Orient, Theater Bielefeld
- 2009: Klassenfeind, Theater Bielefeld
- 2008: Lilly Link oder Schwere Zeiten für die Rev..., Theater Heidelberg
- 2008: Alles muss raus, Junges Theater Göttingen
- 2008: Kamikaze Picture, Theater Bielefeld
- 2007: Die Mountainbiker, Theater Heidelberg
- 2007: Weltuntergänge, Prinzregenttheater Bochum
- 2007: Das erste Mal, Theater Heidelberg
- 2006: The killer in me is the killer in you my love, Theater Bielefeld
- 2006: Wie es Euch gefällt, Westfälische Schauspielschule Bochum
- 2006: Howie the Rookie, Prinz-Regent-Theater Bochum
- 2005: Ich 2006 – es kann nur einen geben, Theater Bielefeld
- 2005: Kick & Rush, Theater Bielefeld
- 2004: Playstation Reservoir Dogs, Schauspielhaus Bochum
- 2003: Chimo trouve Lila, Schauspielhaus Bochum
- 2001: Being Deniz Rodman, Fundbureau Hamburg

- eingeladen zum Regienachwuchs-Festival „Die Wüste Lebt!“ (Hamburger Kammerspiele/Universität Hamburg),
sowie Gastspiele am Nationaltheater Mannheim, Theater Bonn und Prinz-Regent-Theater Bochum.